# 拉丁城市
拉丁城市（日语：レシステンシア），是日本純種競賽馬匹。生涯活躍於短途至一哩賽事，曾於2019年勝出阪神兩歲牝馬錦標。另外，由於其曾分別打破阪神競馬場草地1600米賽道2歲馬紀錄及草地1400米3歲或以上馬紀錄，因而被稱爲「阪神巧者」。

## 出賽前
2017年3月15日出生於北海道安平町北部牧場，成長途中於一口馬主俱樂部Carrot Farm Co. Ltd.進行馬主募集。
其後交由栗東訓練中心練馬師松下武士訓練。

## 競賽生涯

### 2歲
2019年10月14日出戰京都競馬場2歲新馬戰，比賽途中其處於先頭有利位置推進，進入直路後隨即衝出並取得領先，最終以1 1/4馬位戰勝美鑽鎖匙取得首勝利。
其後出戰夢幻錦標，比賽初段順利搶佔位置下全程處於第二的位置，於直路上瞬間加速超越前方領放馬Elena Avanti並進入獨走狀態，最終繼續保持衝刺下成功抵擋後方魔法城堡的追擊，拉開對手1馬位取得首個分級賽冠軍。
12月8日出戰阪神兩歲牝馬錦標，賽前獲得第四人氣。比賽開始後，其隨即於所在的第4檔衝出搶佔位置進行快放，和留後的第一人氣的麗雅美形成明顯的對比。進入直路後，其仍然和後方賽駒保持較大的差距且繼續進行加速，最終於前方轟出後600米35.2秒的末腳下不斷拉開對手，最終以5馬位龐大優勢戰勝馬國女神取得首個一級賽冠軍，亦以1分32.7秒的完賽時間打破阪神競馬場草地1400米賽道的2歲馬紀錄。

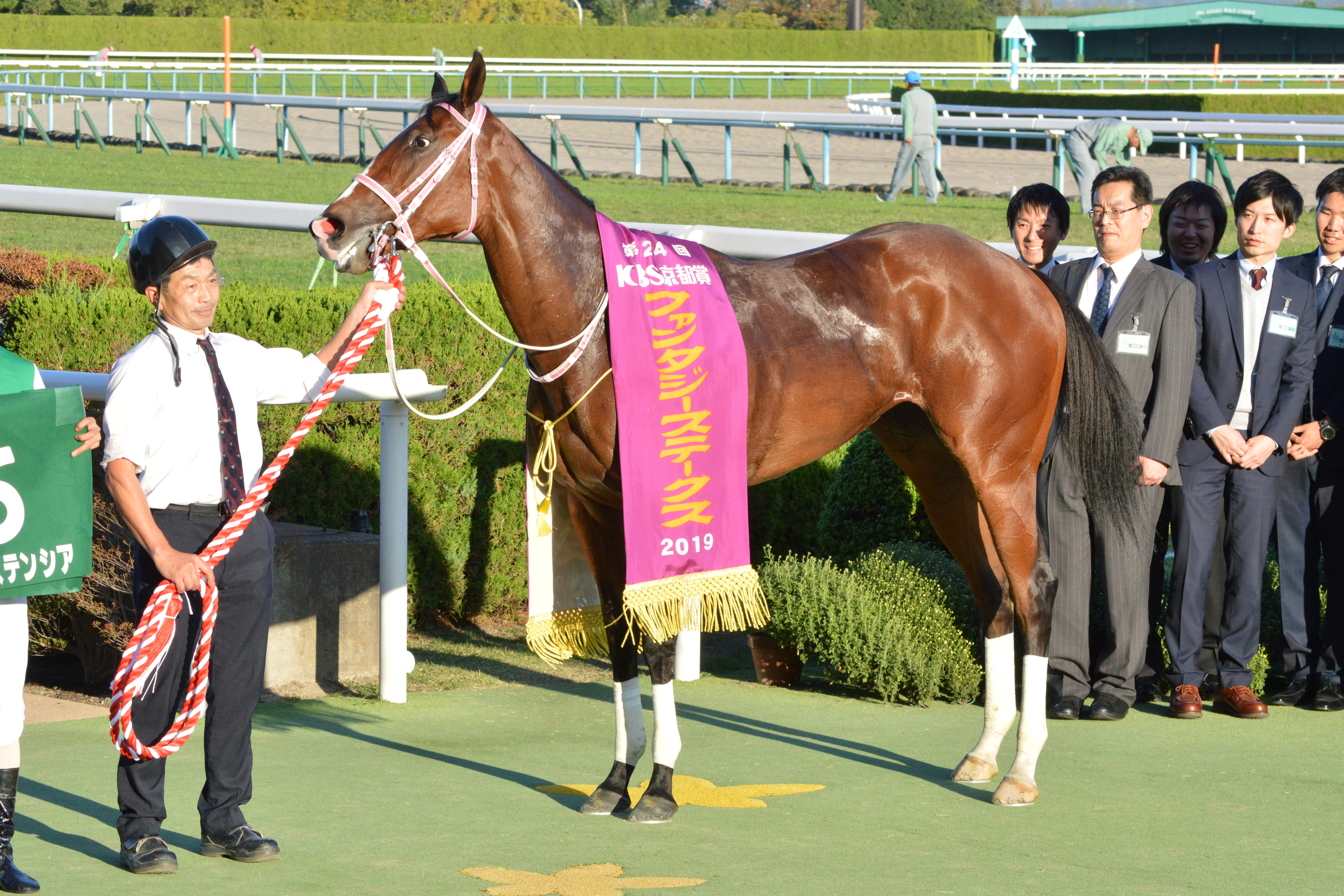
阪神兩歲牝馬錦標頒獎儀式

年末，由於其以無敗姿態勝出一級賽且做出破紀錄的時間，因而於評選中以全票274票當選最佳2歲雌馬。

### 3歲
2020年年初以鬱金香賞作爲年度首戰，賽前因上年度的大勝而獲得第一人氣。比賽開始後，其繼續以領放戰術展開推進，可惜於直路上稍爲力弱加上領放步速偏馬，最終被留有充足體力的馬國女神及金鞭超越以第三吞下生涯首敗。
4月12日出戰櫻花賞，比賽初段因未能壓制Smile Kana成功佔先而保持於第二的位置推進，並於比賽途中一直以穩定的節奏保留體力。進入直路後，其進入加速狀態並於直路中段超越Smile Kana取得領先位置，但於餘下50米時被外檔轟出凌厲末腳速度的謀勇兼備追上，最終後續被對手不斷拉開距離下無法反超，以1 1/2馬位差距落敗得第二。
考慮其血統的距離適性後，陣營決定安排其出戰NHK一哩賽並非優駿牝馬（日本橡樹大賽），同時因上仗的騎師武豐選擇策騎里見名言，因而改由李慕華執繮。比賽開始後，其再次因順利出閘而順應狀況於先頭位置領放，並於比賽途中一直以貼欄姿態應對其外側的禮讚歌詠的壓迫。進入直路後，其和禮讚歌詠一同衝出並展開纏鬥，雖然拉丁城市一度跑出不俗的速度，但於最後關頭仍然因力弱被對手率先透出，最終再度以第二憾負。
完成NHK一哩賽後進入放草，然而於5月20日被發現左前腳球節部位出現疲勞即將，經檢查過後確認爲輕度骨折，因而進入休養並基於回復進度之問題而避戰秋華賞。
11月22日於一哩冠軍賽復出，面對一衆年長馬匹仍然果斷地選擇快放，但進入直路後隨即失速後退，最終以第八落敗。

### 4歲
2021年年初出戰阪急盃，縱然半場比賽除其外亦有野田幻想及冠軍車手兩匹一級賽冠軍，但仍然獲得第一人氣。比賽開始後，其再度以快速的節奏佔先領放並逐步拉開距離，但於比賽途中順應北村友一的指示放慢速度保留體力。進入直路後，其再度展開加速並於先頭不斷突進，最終成功以2馬位優勢及打破阪神競馬場草地1400米賽道紀錄的1分19.2秒戰勝對手再度取得分級賽冠軍。
其後出戰高松宮紀念，由於主戰騎師北村需要遠征阿聯酋策騎創世駒出戰杜拜司馬經典賽及武豊於上星期六在閘廂內受傷，因而由濱中駿代打策騎。比賽開始後，其採取和以往不同的策略下保持於中團位置逐步推進，並於比賽途中未有太大的加速動作。進入直路後，其以優秀的反應在外檔位置展開加速並不斷超越前方的賽駒，可惜於最後關頭未能勝過一同衝出的野田重擊，最終以頸位差距憾負。
5月16日重返一哩戰線出戰維多利亞一哩賽，雖然於比賽途中一度取得領先，但於直路上未能保持衝刺下被後方賽駒超越，最終以第六落敗。
稍作休息後於秋季出戰人馬錦標，比賽初段於第二展開推進，進入直路瞬間取得領先後繼續加速，最終成功以頸位優勢壓贏由中團衝出的妙發靈機，取得第四個分級賽冠軍。

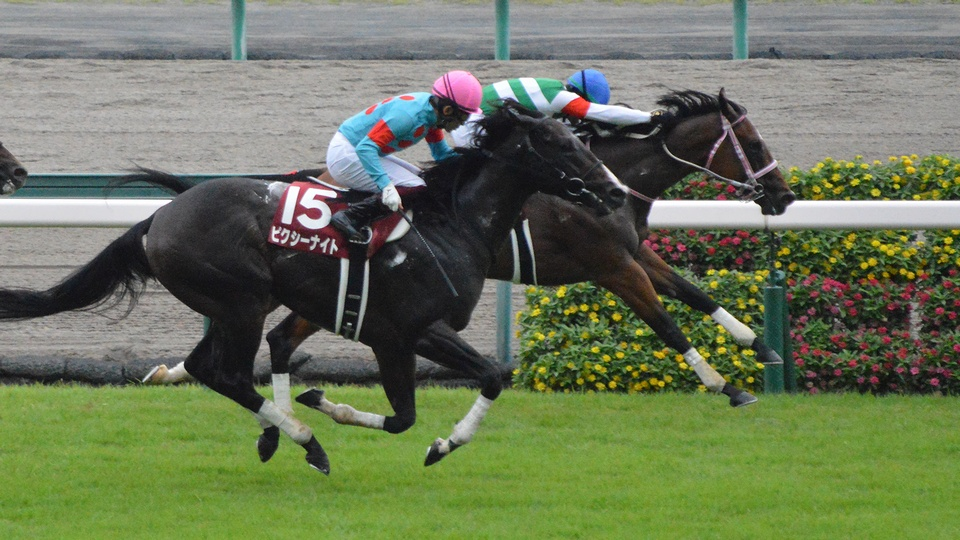
出戰人馬錦標的拉丁城市

10月3日乘勢出戰短途馬錦標，比賽途中一直於先頭第四左右的位置順利推進，並於進入直路奮力加速，但仍然無法追上前方的妙發靈機，最終以2馬位差距落敗被對手復仇成功。
其後陣營宣佈安排其遠征香港並以香港短途錦標爲目標，並和夥拍蘇銘倫組成新組合。比賽開始後，其選擇於中團二疊左右的位置推進，並於比賽途中稍爲前移以進佔良好位置。進入直路時，處於其左前方的君達星突然失足並將騎師希爾森拋下，拉丁城市雖然受到驚嚇但仍然可以內閃躲避，因而未被捲入意外當中。直路中段其繼續於中檔位置衝刺，雖然於最後最後100米迫近逐步前方並於最後關頭超越旺蝦王及速遞奇兵，但仍然未能追上同由中檔殺出的顯心星，最終以3/4馬位落敗。

### 5歲
2022年春季於未出戰任何前哨戰的情況下直走高松宮紀念，然而採用領放戰術下未能保持穩定的速度，最終於直路失速之下以第六落敗。
其後出戰維多利亞一哩賽雖然以先行戰術跑獲一席第三，但於6月的安田紀念再度因失速而以第十一大敗。
安田紀念賽後進入放草，然而於6月30日被發現左前腳第一趾骨剝離性骨折，最終需要進入休養。
休養完成後再度於12月遠征香港挑戰香港短途錦標，由於原定的騎師蘇銘倫在9月30日出戰拜倫錦標策騎Syros時向身處其外側的騎師黎應揚起踭導致對方落馬，被法國賽馬會判罰60日停賽下改由莫雷拉策騎，然而未能交出上年度的水準下被對手完勝，最終以第十三大敗。

### 6歲
2023年年初陣營第三度安排其進行遠征，以沙特阿拉伯的1351草地短途錦標作爲目標。比賽開始後，其以順暢的步伐搶佔位置於第二展開推進，但進入直路後勢頭稍微減弱且未能保持速度，最終僅跑獲第六的戰績。
回國後，根據馬主Carrot Farm Co. Ltd.所定下的雌馬理應於6歲上半年退役並進入繁殖之慣例，陣營宣佈安排其退役，並於3月9日取消日本中央競馬會的賽駒註冊。

### 詳細賽績
| 日期       | 舉辦國家/地區 | 馬場     | 距離   | 級別 | 賽事名稱         | 負重 | 騎師     | 馬號 | 出馬 | 名次 | 時間    | 頭馬（二馬） |
| ---------- | ------------- | -------- | ------ | ---- | ---------------- | ---- | -------- | ---- | ---- | ---- | ------- | ------------ |
| 14/10/2019 | 日本          | 京都     | 草1400 |      | 2歲新馬          | 54   | 武豐     | 13   | 18   | 1    | 1:22.9  | （美鑽鎖匙） |
| 2/11/2019  | 日本          | 京都     | 草1400 | GIII | 夢幻錦標         | 54   | 北村友一 | 6    | 15   | 1    | 1:20.7  | （魔法城堡） |
| 8/12/2019  | 日本          | 阪神     | 草1600 | GI   | 阪神兩歲牝馬錦標 | 54   | 北村友一 | 4    | 16   | 1    | 1:32.7  | （馬國女神） |
| 7/3/2020   | 日本          | 阪神     | 草1600 | GII  | 鬱金香賞         | 54   | 北村友一 | 4    | 14   | 3    | 1:33.5  | 馬國女神     |
| 12/4/2020  | 日本          | 阪神     | 草1600 | GI   | 櫻花賞           | 55   | 武豐     | 17   | 18   | 2    | 1:36.3  | 謀勇兼備     |
| 10/5/2020  | 日本          | 東京     | 草1600 | GI   | NHK一哩賽        | 55   | 李慕華   | 3    | 18   | 2    | 1:32.7  | 禮讚歌詠     |
| 22/11/2020 | 日本          | 阪神     | 草1600 | GI   | 一哩冠軍賽       | 54   | 北村友一 | 2    | 17   | 8    | 1:32.8  | 放聲歡呼     |
| 28/2/2021  | 日本          | 阪神     | 草1400 | GIII | 阪急盃           | 54   | 北村友一 | 8    | 17   | 1    | 1:19.2  | （覓奇生輝） |
| 28/3/2021  | 日本          | 中京     | 草1400 | GI   | 高松宮紀念       | 55   | 濱中俊   | 16   | 18   | 2    | 1:09.2  | 野田重擊     |
| 16/5/2021  | 日本          | 東京     | 草1600 | GI   | 維多利亞一哩賽   | 55   | 武豐     | 18   | 18   | 6    | 1:31.9  | 放聲歡呼     |
| 12/9/2021  | 日本          | 中京     | 草1200 | GII  | 人馬錦標         | 54   | 李慕華   | 8    | 17   | 1    | 1:07.2  | （妙發靈機） |
| 3/10/2021  | 日本          | 中山     | 草1200 | GI   | 短途馬錦標       | 55   | 李慕華   | 12   | 16   | 2    | 1:07.4  | 妙發靈機     |
| 12/12/2021 | 香港          | 沙田     | 草1200 | GI   | 香港短途錦標     | 55.5 | 蘇銘倫   | 12   | 12   | 2    | 1:08.79 | 顯心星       |
| 27/3/2022  | 日本          | 中京     | 草1200 | GI   | 高松宮紀念       | 55   | 横山武史 | 7    | 18   | 6    | 1:08.6  | 日照飛駿     |
| 15/5/2022  | 日本          | 東京     | 草1600 | GI   | 維多利亞一哩賽   | 55   | 横山武史 | 7    | 18   | 3    | 1:32.5  | 純淨之輝     |
| 5/6/2022   | 日本          | 東京     | 草1600 | GI   | 安田紀念         | 56   | 横山武史 | 16   | 18   | 11   | 1:32.7  | 前人足跡     |
| 11/12/2022 | 香港          | 沙田     | 草1200 | GI   | 香港短途錦標     | 55.5 | 莫雷拉   | 14   | 14   | 13   | 1:09.75 | 福逸         |
| 25/2/2023  | 沙特阿拉伯    | 安都拉茲 | 草1351 | GIII | 1351草地短途錦標 | 55.3 | 莫雅     | 10   | 13   | 5    | 1:17.82 | 猛獅闊步     |

## 退役後
退役後，拉丁城市成爲了繁殖雌馬，於北海道安平町北部牧場休養，在2023年進行配種。首匹子嗣將於2024年出生，可於2026年出賽。

### 詳細繁殖資料
| 數目   | 馬名         | 出生年 | 性別 | 父系   | 練馬師 | 馬主 | 戰績       |
| ------ | ------------ | ------ | ---- | ------ | ------ | ---- | ---------- |
| 第一匹 | 拉丁城市2024 | 2024   | 雄   | 滿樂時 |        |      | （出賽前） |

## 血統簡介
父系大和主將爲日本賽駒，生涯活躍於一哩賽事，曾於2007年稱霸春秋一哩賽，於2000米賽事亦有不錯戰績，如曾勝出皋月賞及秋季天皇賞。祖父週日寧靜爲美國三冠賽雙冠馬，退役後在日本配種，其子嗣贏得巨額獎金，連續12年成為日本冠軍種馬。
母系Malacostumbrada爲阿根廷賽駒，生涯戰績優秀，曾勝出當地一級賽。外祖父Lizard Island爲美國生產的愛爾蘭賽駒，生涯戰績不俗，曾勝出二級賽火車路錦標。

### 血統表
| 父線：週日寧靜系（Halo系）              |                                |              |                 |
| 種馬 大和主將 2001年（栗色）            | 週日寧靜 1986年（棕色）        | Halo         | Hail to Reason  |
| 種馬 大和主將 2001年（栗色）            | 週日寧靜 1986年（棕色）        | Halo         | Cosmah          |
| 種馬 大和主將 2001年（栗色）            | 週日寧靜 1986年（棕色）        | Wishing Well | Understanding   |
| 種馬 大和主將 2001年（栗色）            | 週日寧靜 1986年（棕色）        | Wishing Well | Mountain Flower |
| 種馬 大和主將 2001年（栗色）            | Scarlet Bouquet 1988年（栗色） | 北方風味     | 北地舞人        |
| 種馬 大和主將 2001年（栗色）            | Scarlet Bouquet 1988年（栗色） | 北方風味     | Lady Victoria   |
| 種馬 大和主將 2001年（栗色）            | Scarlet Bouquet 1988年（栗色） | Scarlet Ink  | Crimson Satan   |
| 種馬 大和主將 2001年（栗色）            | Scarlet Bouquet 1988年（栗色） | Scarlet Ink  | Consentida      |
| 繁殖雌馬 Malacostumbrada 2010年（棗色） | Lizard Island                  | 丹山舞者     | 丹山            |
| 繁殖雌馬 Malacostumbrada 2010年（棗色） | Lizard Island                  | 丹山舞者     | Mira Adonde     |
| 繁殖雌馬 Malacostumbrada 2010年（棗色） | Lizard Island                  | Add          | 精彩競投        |
| 繁殖雌馬 Malacostumbrada 2010年（棗色） | Lizard Island                  | Add          | Number          |
| 繁殖雌馬 Malacostumbrada 2010年（棗色） | Mapul Wells 2002年（棗色）     | Poliglote    | 鞍匠井          |
| 繁殖雌馬 Malacostumbrada 2010年（棗色） | Mapul Wells 2002年（棗色）     | Poliglote    | Alexandrie      |
| 繁殖雌馬 Malacostumbrada 2010年（棗色） | Mapul Wells 2002年（棗色）     | Pulma        | New Dandy       |
| 繁殖雌馬 Malacostumbrada 2010年（棗色） | Mapul Wells 2002年（棗色）     | Pulma        | Puluna          |
| 雌系：號族：9-g                         |                                |              |                 |
| 五代內近親交配：北地舞人 4×5            |                                |              |                 |

## 命名由來
名字Resistencia（レシステンシア）出自阿根廷查科省首府雷西斯滕西亞之名字，聯想自母系Malacostumbrada的出生地，香港則取其背後含意，翻譯为「拉丁城市」。

## 外部連結
- 拉丁城市 netkeiba.com （页面存档备份，存于）
- 血統表 （页面存档备份，存于）